# IC 3255
IC 3255 ist eine Spiralgalaxie vom Hubble-Typ Sbc im Sternbild Jungfrau auf der Ekliptik. Sie ist schätzungsweise 286 Millionen Lichtjahre von der Milchstraße entfernt und hat einen Durchmesser von etwa 35.000 Lichtjahren. Die Galaxie wird unter der Katalognummer VVC 649 als Teil des Virgo-Galaxienhaufens gelistet, ist dafür jedoch zu weit entfernt.
Im selben Himmelsareal befinden sich u. a. die Galaxien NGC 4316, NGC 4360, IC 3236, IC 3274.
Das Objekt wurde am 7. Mai 1904 vom US-amerikanischen Astronomen Royal Harwood Frost entdeckt.